# استانیسلاو ناماشکو
استانیسلاو ناماشکو (انگلیسی: Stanislav Namașco؛ زادهٔ ۱۰ نوامبر ۱۹۸۶) بازیکن فوتبال اهل مولداوی است.
از باشگاه‌هایی که در آن بازی کرده‌است می‌توان به باشگاه فوتبال شریف تیراسپول، باشگاه فوتبال وولگار آستراخان، باشگاه فوتبال کشله، باشگاه فوتبال کوبان کراسنودار، باشگاه فوتبال اسپارتاک نعلچیک، و باشگاه فوتبال آزال باکو اشاره کرد.
وی همچنین در تیم‌های ملی فوتبال Moldova national under-19 football team، زیر ۲۱ سال مولداوی، و مولداوی بازی کرده‌است.